# Ramona Bachmann
Ramona Bachmann (ur. 25 grudnia 1990 w Malters) – szwajcarska piłkarka, występująca na pozycji napastniczki w amerykańskim klubie Houston Dash oraz w reprezentacji Szwajcarii. Uczestniczka Mistrzostw Świata 2015 i 2023 oraz Mistrzostw Europy 2017 i 2022.

## Statystyki

### Klubowe
Na podstawie:
(stan na 8 lutego 2025)
| Klub                     | Sezonów | Liga                           | Liga  | Liga   | Puchar krajowy | Puchar krajowy | Kontynentalne | Kontynentalne | Suma  | Suma   |
| Klub                     | Sezonów | Liga                           | Mecze | Bramki | Mecze          | Bramki         | Mecze         | Bramki        | Mecze | Bramki |
| ------------------------ | ------- | ------------------------------ | ----- | ------ | -------------- | -------------- | ------------- | ------------- | ----- | ------ |
| FC Luzern                | ?       | ?                              | ?     | ?      | ?              | ?              | –             | –             | ?     | ?      |
| Umeå IK                  | 3       | Damallsvenskan                 | 19    | 14     | 0              | 0              | 3             | 7             | 22    | 21     |
| Atlanta Beat             | 1       | National Women's Soccer League | 10    | 1      | 0              | 0              | –             | –             | 10    | 1      |
| Umeå IK                  | 1       | Damallsvenskan                 | 21    | 13     | 1              | 2              | –             | –             | 22    | 15     |
| FC Rosengård             | 4       | Damallsvenskan                 | 73    | 45     | 8              | 1              | 17            | 3             | 98    | 49     |
| VfL Wolfsburg            | 2       | Frauen-Bundesliga              | 24    | 5      | 4              | 0              | 10            | 2             | 38    | 7      |
| Chelsea F.C.             | 4       | FA Women’s Super League        | 48    | 7      | 13             | 3              | 14            | 3             | 75    | 13     |
| Paris Saint-Germain F.C. | 4       | Division 1 Féminine            | 60    | 12     | 13             | 3              | 34            | 7             | 107   | 22     |
| Houston Dash             | 2       | National Women's Soccer League | 12    | 2      | 0              | 0              | 0             | 0             | 12    | 2      |
|                          | Łącznie | Łącznie                        | 267   | 99     | 36             | 8              | 78            | 22            | 381   | 129    |

### Reprezentacyjne
Na podstawie:
| Mecze w reprezentacji na Mistrzostwach Świata 2015 | Mecze w reprezentacji na Mistrzostwach Świata 2015 | Mecze w reprezentacji na Mistrzostwach Świata 2015 | Mecze w reprezentacji na Mistrzostwach Świata 2015 | Mecze w reprezentacji na Mistrzostwach Świata 2015 | Mecze w reprezentacji na Mistrzostwach Świata 2015 | Mecze w reprezentacji na Mistrzostwach Świata 2015 | Mecze w reprezentacji na Mistrzostwach Świata 2015 |
| Lp.                                                | Data                                               | Miasto                                             | Przeciwnik                                         | Wynik                                              | Gole                                               | Inne                                               | Faza turnieju                                      |
| -------------------------------------------------- | -------------------------------------------------- | -------------------------------------------------- | -------------------------------------------------- | -------------------------------------------------- | -------------------------------------------------- | -------------------------------------------------- | -------------------------------------------------- |
| 1.                                                 | 08.06.2015                                         | Vancouver                                          | Japonia                                            | 0:1 (0:1)                                          |                                                    | 22'                                                | Faza grupowa                                       |
| 2.                                                 | 12.06.2015                                         | Vancouver                                          | Ekwador                                            | 10:1 (2:0)                                         | 60' (k), 61', 81'                                  | 2 asysty                                           | Faza grupowa                                       |
| 3.                                                 | 16.06.2015                                         | Edmonton                                           | Kamerun                                            | 1:2 (1:0)                                          |                                                    |                                                    | Faza grupowa                                       |
| 4.                                                 | 21.06.2015                                         | Vancouver                                          | Kanada                                             | 0:1 (0:0)                                          |                                                    |                                                    | 1/8 finału                                         |

| Mecze w reprezentacji na Mistrzostwach Świata 2023 | Mecze w reprezentacji na Mistrzostwach Świata 2023 | Mecze w reprezentacji na Mistrzostwach Świata 2023 | Mecze w reprezentacji na Mistrzostwach Świata 2023 | Mecze w reprezentacji na Mistrzostwach Świata 2023 | Mecze w reprezentacji na Mistrzostwach Świata 2023 | Mecze w reprezentacji na Mistrzostwach Świata 2023 | Mecze w reprezentacji na Mistrzostwach Świata 2023 |
| Lp.                                                | Data                                               | Miasto                                             | Przeciwnik                                         | Wynik                                              | Gole                                               | Inne                                               | Faza turnieju                                      |
| -------------------------------------------------- | -------------------------------------------------- | -------------------------------------------------- | -------------------------------------------------- | -------------------------------------------------- | -------------------------------------------------- | -------------------------------------------------- | -------------------------------------------------- |
| 1.                                                 | 21.07.2023                                         | Dunedin                                            | Filipiny                                           | 1:0 (1:0)                                          | 45' (k)                                            | 8'                                                 | Faza grupowa                                       |
| 2.                                                 | 28.07.2023                                         | Hamilton                                           | Norwegia                                           | 0:0 (0:0)                                          |                                                    |                                                    | Faza grupowa                                       |
| 3.                                                 | 01.08.2023                                         | Dunedin                                            | Nowa Zelandia                                      | 0:0 (0:0)                                          |                                                    |                                                    | Faza grupowa                                       |
| 4.                                                 | 07.08.2023                                         | Auckland                                           | Hiszpania                                          | 1:5 (1:4)                                          |                                                    |                                                    | 1/8 finału                                         |

## Sukcesy
Na podstawie:

### Klubowe
- Mistrzyni Szwecji 2007, 2008, 2013, 2014
- Superpuchar Szwecji 2012, 2015
- Mistrzyni Francji 2020/21
- Puchar Francji 2021/22
- Mistrzyni Anglii 2017, 2017/18, 2019/20
- Puchar Anglii 2017/18
- Puchar Niemiec 2015/16